# The Hard Rock Breed
Pour les articles homonymes, voir Hard rock (homonymie).
 (août 2025).
Pour plus de détails, voir Fiche technique et Distribution.
The Hard Rock Breed est un film américain réalisé par Raymond B. Wells, sorti en 1918.

## Synopsis
Donald Naughton est le fils de Bill Naughton, un autodidacte millionnaire. Son père l'envoie remplacer Mike Carney, l'intendant malhonnête qui s'occupe de ses carrières. Le travail est difficile pour Donald qui ne sait trop comment gérer les mineurs, mais la présence de Shiela Dolan, la fille d'un vieil ami de son père, rend son séjour plus agréable. Donald va devoir faire face à une grève mais saura finalement s'attirer le respect des ouvriers, et l'amour de Shiela.

## Fiche technique
- Titre original : The Hard Rock Breed
- Réalisation : Raymond B. Wells
- Scénario : George Elwood Jenks, d'après le roman The Hard Rock Man de Frederic R. Bechdolt
- Photographie : Pliny Horne, Gilbert Warrenton
- Société de production : Triangle Film Corporation
- Société de distribution : Triangle Distributing Corporation
- Pays d'origine :  États-Unis
- Langue originale : anglais
- Format : noir et blanc — 35 mm — 1,37:1 — Film muet
- Genre : drame
- Durée : 50 minutes (5 bobines)
- Dates de sortie :  États-Unis : 10 mars 1918
- Licence : Domaine public

## Distribution
- Jack Livingston : Donald Naughton
- Margery Wilson : Shiela Dolan
- Jack Curtis : Lynch Dolan
- J. Barney Sherry : Bill Naughton
- Marian Skinner : Kelly
- Lee Phelps : Jim Smith
- George W. Chase : Bunny Case
- Louis Durham : Mike Carney
- Thornton Edwards : Louis le Grec
- Aaron Edwards : Jerry Shea